# Верхнее Тургенево
Верхнее Тургенево — упразднённая деревня в Байкибашевском районе Башкирской АССР РСФСР. Входил на год упразднения в состав Кирзинского сельсовета. Ныне урочище в Караидельском районе Республики Башкортостан Российской Федерации.
Существовало до 1970-х гг.

## Топоним
Основана как  Чебыково башкирами. В 1859 учтена как Тургенево. Название восходит к имени Тургеней Токтаров - так звали поселенца-тептяря в 1750 году.
В 1870 году учтена как д. Чабыково (Тургенево).
Была известна как Верхне-Тургинеева. Название парное к Нижнее Тургенево. В 1896 зафиксировано Верхнее Тургенево и Нижнее Тургенево. 

## География
Располагалась на левом берегу р. Уфы в 105 км от ж.-д. ст. Щучье Озеро. Ныне на берегу Павловского  водохранилища.

## История
Основана под названием Чебыково башкирами Ельдякской волости на собственных землях. По договору о припуске от 21 июля 1750 года поселились тептяри. В 1859  50 дворах проживал 361 человек. В 1870 учтена как д. Чабыково (Тургенево) в составе 55 дворов. Среди занятий населения отмечено пчеловодство. В 1896 зафиксирована как Верхнее Тургенево (в 72 дворах проживало 445 чел.) и Нижнее Тургенево (см. Нижне-Тургенеево).  
В 1939 учтена в составе Нижне-Тургенеевского, в 1952 – Тургенеевского сельсоветов Байкибашевского района БАССР.

## Население
Жили в основном башкиры. 
В 1816 проживало 120 человек, в 1834 – 160В 1840-е  в 21 дворе проживало 160 человек - вотчинники-башкиры и тептяри из татар.  
В 1896 году зафиксирована как Верхнее Тургенево (в 72 дворах проживало 445 чел.) и Нижнее Тургенево (см. Нижне-Тургенеево).  1906 - 278 человека, в 1917 в 131 дворе - 781,  в 1920 – 752, в 1939 – 527, в 1959 – 42, в 1969 – 52.

## Инфраструктура
В 1892 году построена мечеть.